# Jordi Colomer i Feliu

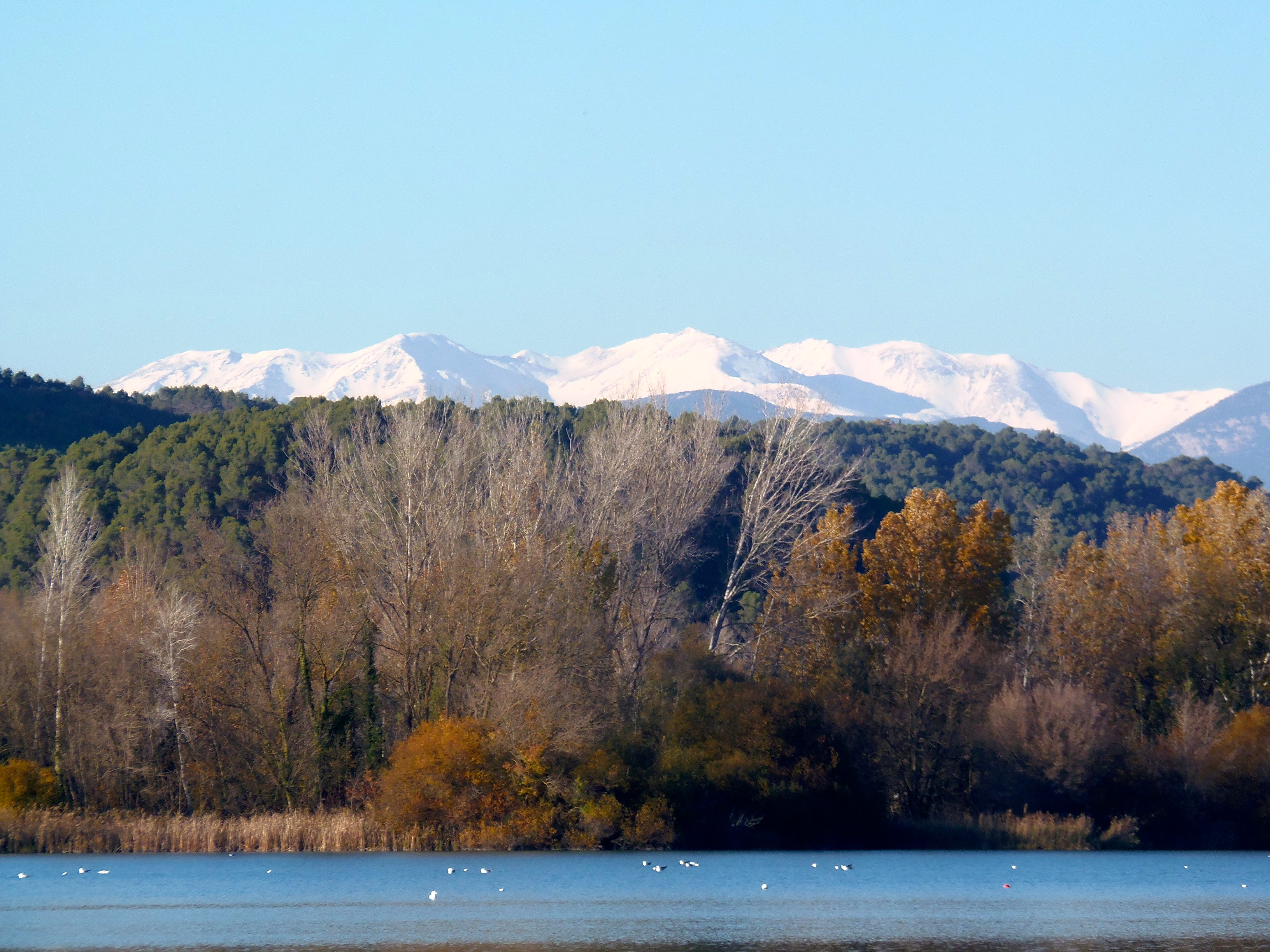
L'Estany de Banyoles.

Jordi Colomer Feliu (Banyoles, Pla de l'Estany, 1964) és un ambientalista català. És autor d'una àmplia obra de recerca de físic ambiental, en publicacions de difusió internacional i de nombres articles de divulgació. És professor del Departament de física a la Universitat de Girona i membre del Centre d'Estudis Comarcals de Banyoles, L'Estany utòpic és el primer poemari que publica. Va guanyar el Premi Vila de Martorell de Poesia 2009 amb El Temps fractal